# Гюнтер II фон Шварцбург
Гюнтер II фон Шварцбург (на немски: Günther II von Schwarzburg; * 1382; † 23 март 1445, замък Гибихенщайн, Хале) от фамилията на графовете на Шварцбург, е от 1403 до 1445 г. архиепископ на Магдебург.

## Биография
Той е син на граф Гюнтер XXX фон Шварцбург (1352 – 1416) и съпругата му Анна фон Лойхтенберг († 1423), дъщеря на ландграф Йохан I фон Лойхтенберг (1334 – 1407).
През 1393 г., на 11-годишна възраст, Гюнтер II е викар в църквата „Фрауенкирхе“ в Арнщат. От 1397 г. е домхер в Кьолн и Майнц. Чрез връзките на баща му той получава по-късно служба в катедралата на Магдебург. На 25 юни 1403 г. е избран за архиепископ на Магдебург.
Гюнтер II умира на 23 март 1445 г. в замък Гибихенщайн в Хале и е погребан в катедралата на Магдебург.